# Leucania lutetypica
Leucania lutetypica là một loài bướm đêm trong họ Noctuidae.